# Hans Friebertshäuser
Hans Friebertshäuser  (* 21. März 1929 in Weidenhausen; † 21. Januar 2015 in Marburg) war ein deutscher Germanist und Dialektologe.

## Leben
Hans Friebertshäuser besuchte von 1935 bis 1939 die Volksschule in Weidenhausen, danach bis 1944 die Freiherr-vom-Stein-Schule (Mittelschule) in Gladenbach und schließlich das Liebig-Gymnasium in Gießen, wo er 1948 die Reifeprüfung ablegte. An der Universität Marburg studierte er anschließend Deutsch, Geschichte, evangelische Religion und Philosophie. Den Doktorgrad erlangte er 1954 an der philosophischen Fakultät der Universität Marburg mit einer Dissertation zum Thema „Mundart und Landesgeschichte des nordwestlichen Althessen“. Nach Promotion und Staatsexamen wurde er Referendar und nach der pädagogischen Prüfung Studienrat (Oberstudienrat) an verschiedenen Gymnasien. 
1969 habilitierte er sich bei der Germanistin Prof. Luise Berthold. 1971 wurde er als Professor für deutsche Philologie an die Universität Marburg berufen. Er war Direktoriumsmitglied am Forschungsinstitut für deutsche Sprache und leitete jahrelang die Abteilung für Sprache in Hessen. Von 1971 bis 1994 war er Leiter des Hessen-Nassauischen Wörterbuchs. Seit 1970 war Friebertshäuser wissenschaftliches Mitglied der Historischen Kommission für Hessen.
Hans Friebertshäuser hat u. a. den Hinterländer Sprachraum (seine Heimatregion), das Hinterländer Platt, erforscht, beschrieben und auf Karten dargestellt. Dabei wurde deutlich, wie sich die historischen Grenzen (Amts-, Gerichts- und Kirchspielgrenzen) auch in Dialektgrenzen und in Trachtengrenzen erkennen lassen; von ihm stammt auch das Standardwerk „Die Frauentracht des alten Amtes Blankenstein“.
2001 veröffentlichte er den Roman „Katharine“, der in Weidenhausen spielt. Hans Friebertshäuser („Deis Hans“, sein Hausname in Weidenhausen) war bekennender Dialektsprecher, der seinen Heimatdialekt fließend beherrschte.

## Schriften (Auswahl)
- Mundart und Landesgeschichte des nordwestlichen Althessen. Phil. Fakultät, Marburg 1956 (Diss. v. 10. Februar 1954).
- Die Frauentracht des alten Amtes Blankenstein. N.G.Elwert Verlag, Marburg 1966.
- Das hessische Dialektbuch. C.H. Beck, München 1987, ISBN 3-406-32317-0.
- Sprichwörter aus Hessen. Husum, Husum 1989, ISBN 3-88042-456-X.
- Hessischer Dialektzensus. (mit Heinrich J. Dingeldein). Francke, Tübingen 1989 (Hessische Sprachatlanten Bd. 3), ISBN 3-7720-1812-2.
- Kulturarbeit in ländlichen Städten und Gemeinden. (= Schriften der Hessischen Akademie der Forschung und Planung im Ländlichen Raum, Bd. 1) Vorstand der Akademie, Kassel 1989.
- Kleines hessisches Wörterbuch C.H. Beck, München 1990, ISBN 3-406-34192-6.
- Redensarten aus Hessen. Husum, Husum 1990, ISBN 3-88042-505-1.
- Land und Stadt im Wandel: Mundart und bäuerliche Arbeitswelt im Landkreis Marburg-Biedenkopf. Sparkasse Marburg-Biedenkopf, Marburg 1991.
- Ländlicher Raum im Wandel: Mundart und Dorfleben in Hessen. Insel-Verlag, Frankfurt, Leipzig 1993, ISBN 3-458-16521-5.
- Sprichwörter aus Hessen. 2. Aufl. Husum, Husum 1995, ISBN 3-88042-456-X.
- Mundart und Volksleben im Altkreis Biedenkopf. Entwicklungen im 20. Jahrhundert. Hrsg.: Volksbank und Raiffeisenbank Biedenkopf-Gladenbach, Marburg 1998.
- Katharine. Roman. Husum, Husum 2001, ISBN 3-88042-995-2.
- Landleben und dörfliche Arbeitswelt in Hessen. Husum, Husum 2004, ISBN 3-89876-090-1.
- Die Mundarten in Hessen: Regionalkultur im Umbruch des 20. Jahrhunderts. Husum, Husum 2004, ISBN 3-89876-089-8.